# Sasovo
Sasovo je město oblastního významu v Rjazaňské oblasti Ruské federace. Leží na východě Rjazaňské oblasti na břehu řeky Cny, 184 kilometrů od Rjazaně. Žije zde přibližně 21 tisíc obyvatel.

## Osobnosti
- Nikolaj Fjodorovič Makarov – sovětský konstruktér zbraní
- Viktor Vasiljevič Zolotov – velitel Národní gardy RF